# Club San José
El Club San José és un club de futbol, bolivià de la ciutat d'Oruro.

## Història
El club San José va ser fundat el 19 de març de 1942, al voltant del campament miner de la Mina San José, impulsat per l'administrador Harry A. Keegan, que en fou primer president.
Aquell mateix any es va inscriure a l'Asociación de Fútbol de Oruro. En aquella competició coincidí amb el degà del futbol bolivià, l'Oruro Royal, a més de Bolivar Nimbles, American de Machacamarca, Internacional, Ingenieros de la Facultad Nacional de Ingenieria i White Stars. El San José fou el primer campió.
Ha estat campió oficial del Torneo Integrado el 1956 i de la lliga professioanl el 1995.

## Palmarès
- Campionat bolivià de futbol:[2]
  - 1955, 1995, 2007-C, 2018-C

- Copa Simón Bolívar (segona divisió):[3]
  - 2001